# Mr. Mick
Albums de Stackridge
Extravaganza
(1975) Do the Stanley
(1976)
Mr. Mick, sorti en disque vinyle en 1976, est le cinquième album du groupe de rock progressif britannique Stackridge.

## Historique
Produit par Andy Davis, enregistré aux Ramport Studios et mixé aux A.I.R. Studios, l'album est sorti sur le label d'Elton John, The Rocket Record Company, et diffusé par EMI.
Lorsque ce concept album sort en 1976, Stackridge est toujours divisé par des rivalités internes mais est, par ailleurs, stimulé par le retour du flûtiste et chanteur Mutter Slater et du bassiste Crun Walter.
L'influence de Mutter Slater, dominante sur cet album, écarte Stackridge de l'influence de Frank Zappa qui imprégnait l'album Extravaganza et ramène le groupe vers son influence première, les Beatles.
Mr. Mick représente la fin de la première carrière du groupe, qui succombe en 1976 à l'indifférence du public et à l'avènement du punk rock.

## Liste des morceaux

### Face 1
1. Hold Me Tight
2. Breakfast with Werner von Braun
3. Steam Radio Song
4. The Dump
5. Save a Red Face

### Face 2
1. The Slater's Waltz
2. Conist on Water
3. Hey Good Looking
4. Fish in a Glass

## Musiciens
- Andy Davis : guitare, claviers, chant
- Mutter Slater : flûte, claviers, chant, narration
- Keith Gemmel : saxophones, clarinette
- Crun Walter : guitare basse
- Pete Van Hooke : batterie
- Dave Lawson : claviers

Les vocaux féminins sur The Slater's Waltz sont assurés par Joanna Karlin.